# NGC 1506
NGC 1506 (również PGC 14256) – galaktyka eliptyczna (E-S0), znajdująca się w gwiazdozbiorze Złotej Ryby. Odkrył ją John Herschel 23 grudnia 1837 roku.